# 野村朱鱗洞
野村 朱鱗洞（のむら しゅりんどう、1893年〈明治26年〉11月26日 - 1918年〈大正7年〉10月31日）は、愛媛県温泉郡素鵞村（現・松山市小坂町）出身の俳人である。本名は守隣（もりちか）。前号に柏葉、朱燐洞など。

## 人物
父は温泉郡役所の官吏で、母は機織りなどで家計を支えた。13歳の時に母を亡くし、その後父と同じ温泉郡役所で書記を務めながら松山夜学校に通った。短歌を趣味とする上司の影響で「柏葉」と号して作句を始めた。
松山に帰った河東碧梧桐の新俳句に傾倒し、森田雷死久に師事。18歳の時に愛媛新報の俳壇に入選した。東京で自由律俳句の創始者荻原井泉水と出会い俳句雑誌「層雲」に参加。柏葉から朱燐洞と改号し、俳句結社「十六夜吟社」を結成、主宰となる。20歳で海南新聞俳句欄の選者となる。
1916年に「層雲」松山支部を設立、翌年に同支部機関誌「瀬戸うち」を創刊し、また「層雲」の選者を務める。1917年、井泉水らの雑誌「俳界」創刊号に寄稿した評論で「朱鱗洞」の号を用いる。1918年に全世界で大流行していたスペイン風邪のため24歳で死去した。
1939年に種田山頭火が松山にある朱鱗洞の墓を訪れ、「十六夜吟社」を再興した。

## 代表作
- 倉のひまより見ゆ春の山夕月が
- 淋しき花があれば蝶蝶は寄りて行きけり
- 風ひそひそ柿の葉落としゆく月夜
- 小さき火に炭起し話し暮れてをり
- いち早く枯れる草なれば実を結ぶ

## 句集
- 『野村朱鱗洞遺稿句集 礼讃』現代通報社、1919年5月。 NCID BA32356228。全国書誌番号:42010315 NDLJP:915863。
  - 荻原井泉水 編『野村朱鱗洞遺稿句集 礼讃』大泉園、1938年8月。全国書誌番号:44018013 NDLJP:1032883。
  - 藤本一幸 編『野村朱鱗洞遺稿句集 礼讃』層雲社〈層雲叢書 3〉、1989年9月。ISBN 4915434052。 NCID BB21108254。全国書誌番号:90028738。